# Wilhelm Fabricius (Diplomat, 1920)
Wilhelm Christian Fabricius (* 25. August 1920 in Darmstadt; † 1988) war ein deutscher Diplomat.

## Leben
Fabricius war der Sohn von Wilhelm Fabricius (1882–1964), Beamter im Auswärtigen Dienst, und dessen Ehefrau Martha geb. Jenke; er hatte zwei Geschwister und wuchs in Saloniki, Konstantinopel und Ankara auf. Bereits in frühen Jahren wurde durch zahlreiche Familienausflüge sein Interesse zur alten Kultur und der Geschichte des Mittelmeerraumes geweckt. Im 14. Lebensjahr zog Fabricius in das Landschulheim und humanistische Gymnasium in Schondorf am Ammersee ein, wo er das Abitur ablegte. 1939 begann er an der Ludwig-Maximilians-Universität München mit einem Studium der Rechtswissenschaft, wurde jedoch bereits im ersten Kriegsjahr zur Wehrmacht einberufen und konnte er nach Kriegsende das Studium fortsetzen, das er im August 1952 mit dem Staatsexamen abschloss. Nach anderthalbjähriger Ausbildung in Speyer wurde Fabricius Ende 1953 als Anwärter in den Auswärtigen Dienst aufgenommen.
In den folgenden Jahrzehnten arbeitete er in den Vereinigten Staaten, Kanada, Europa und Australien. Zu seinen Tätigkeiten zählen der Posten als Kabinettschef von Heinz Krekeler, einem Mitglied der Europäischen Atomgemeinschaft (EURATOM) in Brüssel, sowie als Botschafter und Mitglied des Exekutivrats bei der UNESCO in Paris. Bereits um 1964 hatte Fabricius als Stellvertreter des Botschafters in Australien, zu dieser Zeit Joachim Friedrich Ritter, gearbeitet. Zwischen August 1980 und August 1985 war er als Nachfolger von Horst Blomeyer-Bartenstein als Botschafter in Australien mit Sitz in Canberra akkreditiert. Der Konsularbezirk umfasste außerdem Nauru, Papua-Neuguinea, die Salomonen und Vanuatu. Bei einem Besuch auf Nauru im Jahr 1985 entdeckte Fabricius sein Interesse an der deutschen Kolonialgeschichte des Landes. Erst 1992 wurde das kurz vor seinem Tod vollendete Werk Nauru 1888–1900 herausgegeben.
Fabricius war verheiratet und hatte mehrere Kinder.